# National Collegiate Athletic Association
El National Collegiate Athletic Association o NCAA (Associació atlètica universitària nacional dels EUA) és una associació estatunidenca formada per unes 1200 institucions, conferències, organitzacions i individus que organitzen els programes esportius de molts instituts i universitats dels Estats Units. Té la seu a Indianapolis, Indiana.
La seva predecessora fou l'Associació atlètica interuniversitària dels Estats Units (Intercollegiate Athletic Association of the United States - IAAUS), creada el 31 de març de 1906 amb l'objectiu d'establir les regles que haurien de regir l'esport amateur a nivell universitari als Estats Units. L'IAAUS es convertí en NCAA el 1910.
L'any 1973, l'NCAA dividí els seus membres en 3 divisions: Divisió I, Divisió II i Divisió III. Les universitats de la Divisió I i la Divisió II poden oferir beques als alumnes pel fet de practicar algun esport. Les universitats de la Divisió III, en canvi, no poden oferir-les.
Fins als anys 80, l'associació no recollia l'esport femení. El 1982, però, totes les divisions de la NCAA ja incorporaven campionats nacionals per a dones.
Els esports aprovats per la NCAA són: atletisme, basquetbol, beisbol, softbol, futbol americà, esquí de fons, hoquei sobre patins, bitlles, golf, esgrima, lacrosse, futbol, gimnàstica, rem, voleibol, hoquei sobre gel, waterpolo, tir, tennis, esquí, natació, salts de trampolí, halterofília.

## Competicions
- Campionat de bàsquet de l'NCAA